# Air Transport Auxiliary

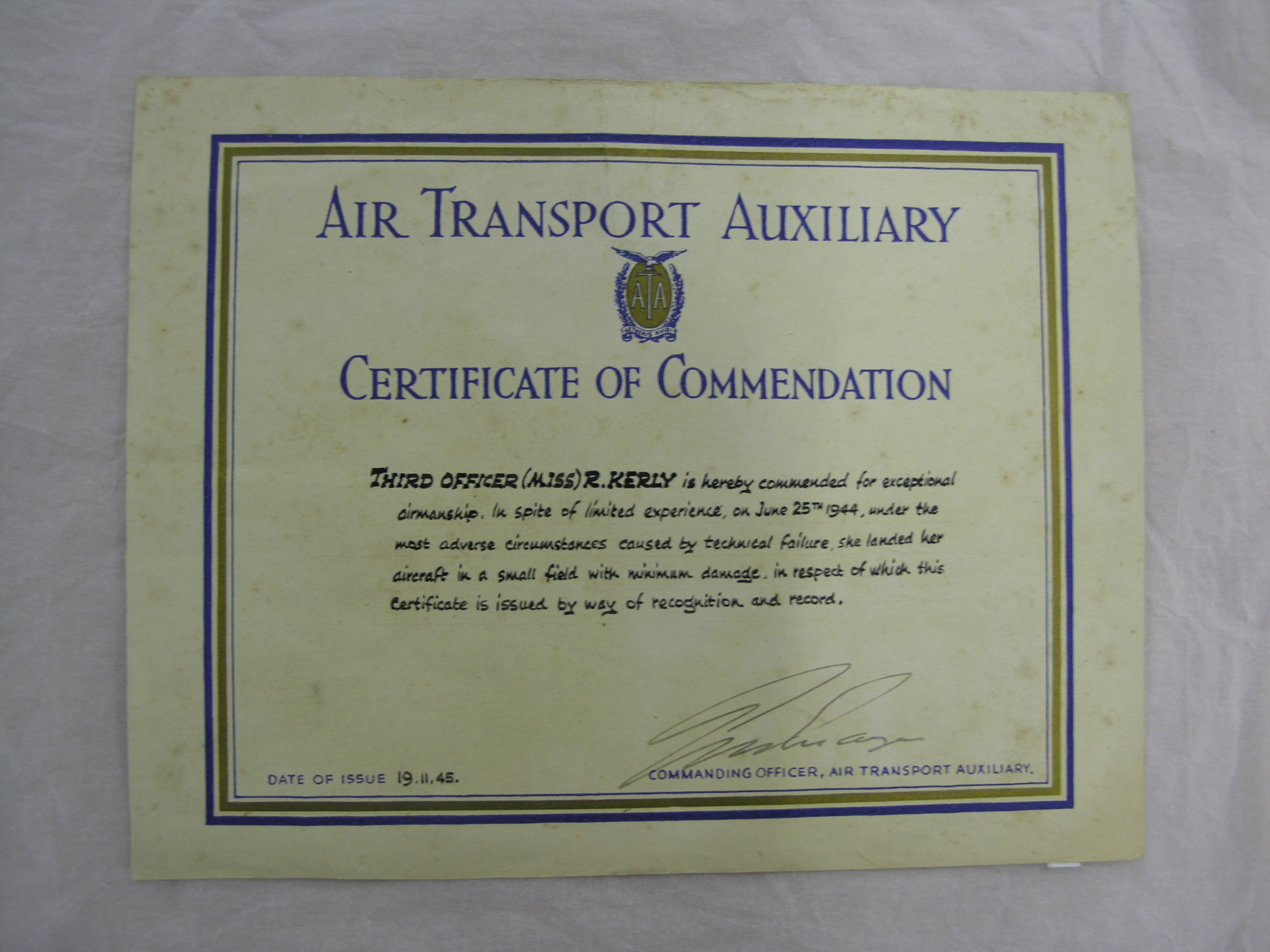
Certificaat van de ATA

Air Transport Auxiliary (ATA) was een Britse burgerorganisatie in de Tweede Wereldoorlog.

## Geschiedenis
Op 15 februari 1940 werd de Air Transport Auxiliary opgericht. Het werk van de organisatie was het overbrengen van vliegtuigen vanuit de fabrieken en onderhoudsstations naar RAF-bases over de Britse eilanden en later delen van bevrijd Europa.
Gedurende de oorlog dienden 1.152 mannen en vrouwen bij deze organisatie. Naast Britten waren er ook talloze vrijwilligers uit vele andere landen.
Tijdens de vluchten verloren achtennegentig mannen en vijftien vrouwen het leven ( onder wie de bekende recordhoudster Amy Johnson) 
In totaal leverde de Air Transport Auxiliary 308.567 vliegtuigen af.
Het , voor die tijd , meest opmerkelijke aan de ATA is dat ook vrouwen werden ingezet in een vliegende functie en er zijn zelfs twee “all female ferry pilot pools” ontstaan.
Hoewel vrouwen ongeveer 10% van het pilotenkorps uitmaakten werden zij buitenproportioneel vaak in de schijnwerpers geplaatst.
Er was ook een Nederlandse vrouw in dienst bij de ATA, Louise Schuurman. Louise Schuurman was de dochter van de Nederlandse Consul in New Orleans toen zij werd gerekruteerd door Jackie Cochran. Ze had een commerciële vlieglicentie en 227 uur vliegervaring. Ze zat in de eerste groep Amerikaanse vrouwen in maart 1942. Ze diende bij de ATA tot juli 1945.
De Nederlandse vrouw Ida Veldhuyzen van Zanten was van 11 mei 1943 tot 30 september 1945 Ferry Pilot bij de ATA.